# Антоніу Гутерреш
Анто́ніу Мануе́л де Оліве́йра Гуте́рреш, також Гуте́рріш або Ґуте́рреш (порт. António Manuel de Oliveira Guterres, вимова [ɐ̃ˈtɔnju ɣuˈtɛʁɨʃ] ( прослухати); нар. 30 квітня 1949, Лісабон, Португалія) — 9-й генеральний секретар ООН (з 1 січня 2017 року), 18 червня 2021 року перепризначений на другий термін. В минулому — португальський політик-соціаліст, прем'єр-міністр Португалії (з 28 жовтня 1995 до 6 квітня 2002 року), Верховний комісар ООН у справах біженців (2005—2015 років).

## Навчання
Ще зі шкільних років був нагороджений премією як найкращий учень ліцею (1965). Своє навчання продовжив у Вищій технічній школі, здобувши диплом інженера-електротехніка з відзнакою. За часи навчання у вищій школі не брав участі у студентських опозиційних рухах проти диктаторського режиму Салазара, повністю присвятивши себе навчанню й соціальній праці в рамках молодіжної католицької студентської організації (порт. Juventude Universitária Católica). Після закінчення навчання 1971 року починає викладацьку роботу.

## Партійна діяльність
Політичну кар'єру розпочав у 1972 році, вступивши до Соціалістичної партії. Незабаром залишає викладацьку роботу і повністю присвячується політиці. Після революційних подій 25 квітня 1974 року займається внутрішньою організацією партії.
Бути ревним католиком і перебувати в лавах партії, де переважають атеїсти, агностики зі значною присутністю масонів, було непросто. Це викликало певний опір щодо Гутерреша на початковому етапі. Проте вже невдовзі почав виконувати цілу низку важливих повноважень, закінчуючи посадою генерального секретаря, з якою він переміг на парламентських виборах 1995 і 1999 років. Був також головою Соціалістичного інтернаціоналу (Соцінтерну).
Подав у відставку після місцевих виборів у грудні 2001 року, в яких Соціалістична партія зазнала розгромної поразки. У своїй заяві про відставку сказав, що йде, аби уникнути падіння країни в «демократичне болото» через відсутність підтримки уряду за результатами виборів. На посаді лідера партії його замінив Едуарду Ферру Родрігіш, а на посаді прем'єр-міністра — опозиціонер, майбутній голова Єврокомісії Жозе Мануел Баррозу.
Ім'я Гутерреша часто фігурувало серед імовірних кандидатів на посаду президента Португалії на виборах 2011 та 2016 року, але він відмовився подавати кандидатуру.

## Керівництво ООН
26 вересня 2016 року переміг у змаганні за посаду генерального секретаря ООН.
30 грудня 2016 року склав присягу, а 1 січня 2017 року обійняв посаду Генерального секретаря ООН (до 31 грудня 2021 року).
У вересні 2020 року закликав світ об'єднатися, аби спільно протидіяти цілому комплексу глобальних проблем, що загострилися на тлі пандемії Covid-19 — від кліматичної катастрофи й гендерної нерівності до ненависті й політичної напруженості.
У жовтні 2020 року звернув увагу на надзвичайну важливість боротьби із глобальним потеплінням та заявив: «Якщо ми не почнемо діяти прямо зараз, нинішнє століття може виявитися останнім для людства». У грудні закликав до глобального надзвичайного стану.
Закликав виробників вакцин проти Covid-19 зробити їх доступними для всіх.
18 червня 2021 року Генеральна Асамблея ООН за рекомендацією Ради Безпеки призначила Антоніу Гутерріша генеральним секретарем на другий термін, який розпочався 1 січня 2022 року.
18 серпня 2022 року Гутерреш прибув до Львова, де відвідав Львівський університет ім. Франка і поспілкувався з ректором Володимиром Мельником.
У січні 2023 Гутерреш розпустив місію щодо встановлення фактів у зв'язку з масовим вбивством в Оленівці «через відсутність умов, необхідних для розгортання місії на місці». За словами уповноваженого Верховної Ради з прав людини Дмитра Лубінця, місія складалась з осіб, що перебували під впливом Росії і навіть не відвідала Україну.
8 березня 2023 року Гутерреш прибув з візитом до України, де зустрівся з президентом Зеленським для переговорів про продовження зернової угоди.
У жовтні 2023 року Гутерріш засудив напад ХАМАС на Ізраїль, але пізніше заявив, що він проти антитерористичної операції ЦАХАЛу в Газі.
22 жовтня 2024 Гутерреш прибув із неанонсованим візитом до Росії для участі у саміті країн БРІКС. У МЗС України розкритикували цей візит, оскільки Гутерреш не приїхав на перший Глобальний саміт миру у Швейцарії, замість нього тоді поїхала Заступник Генерального секретаря з політичних питань і питань розбудови миру Розмарі Ді Карло, але прибув до Росії на саміт БРІКС.

## Санкції
2 жовтня 2024 року, після масованого іранського ракетного удару по Ізраїлю, за відмову прямо засудити іранську атаку, Гутерреша було оголошено персоною нон ґрата в Ізраїлі, та заборонено в'їзд до країни.